# Hipposideros
Hipposideros är ett släkte av däggdjur. Hipposideros ingår i familjen rundbladnäsor.

## Utseende
Storleken varierar mycket inom släktet. Små arter som H. galeritus och H. bicolor blir cirka 35 mm långa (huvud och bål), har en svanslängd av cirka 18 mm och de väger 6 till 10 g. Stora arten når en kroppslängd av cirka 110 mm och en svanslängd av 70 mm. Hipposideros commersoni är den tyngsta arten med en vikt av 74 till 180 g. Dessa fladdermöss har en päls som varierar mellan rödbrun och andra nyanser av brun.
Liksom andra rundbladnäsor har arterna hudflikar (blad) vid näsan. Ofta förekommer ett säckliknande organ ovanpå bladet som producerar ett vaxliknande ämne.
Arternas öron saknar en tragus. Svansen är allmänt längre än lårbenen. Tandformeln är I 1/2 C 1/1 P 2/2 M 3/3, alltså 30 tänder.

## Ekologi
Individerna vilar i grottor, i trädens håligheter och i byggnader. Många arter bildar mindre familjegrupper vid viloplatsen och hos andra förekommer kolonier som hos H. fulvus har upp till 100 medlemmar. Populationer i kalla regioner håller vinterdvala.
Födan utgörs av olika marklevande eller flygande insekter. Hos flera arter dokumenterades att de använder ekolokalisering vid jakten.
Honor föder en unge per kull. Hos flera arter förekommer fasta parningstider som varierar beroende på utbredningsområde. Honor av olika arter bildar före ungarnas födelse egna flockar som är skilda från hanarna. Annars är fortplantningssättet bara känt för enstaka arter som H. fulvus. Hos denna art varar dräktigheten 150 till 160 dagar. Ungen klamrar sig de första tre veckorna fast i moderns päls. Den blir efter 18 till 19 månader könsmogen.

## Arter tillHipposideros, i alfabetisk ordning[1]
- Hipposideros abae
- Hipposideros armiger
- Hipposideros ater
- Hipposideros beatus
- Hipposideros bicolor
- Hipposideros breviceps
- Hipposideros caffer
- Hipposideros calcaratus
- Hipposideros camerunensis
- Hipposideros cervinus
- Hipposideros cineraceus
- Hipposideros commersoni
- Hipposideros coronatus
- Hipposideros corynophyllus
- Hipposideros coxi
- Hipposideros crumeniferus
- Hipposideros curtus
- Hipposideros cyclops
- Hipposideros demissus
- Hipposideros diadema
- Hipposideros dinops
- Hipposideros doriae
- Hipposideros dyacorum
- Hipposideros fuliginosus
- Hipposideros fulvus
- Hipposideros galeritus
- Hipposideros gigas
- Hipposideros griffini
- Hipposideros halophyllus
- Hipposideros hypophyllus
- Hipposideros inexpectatus
- Hipposideros inornatus
- Hipposideros jonesi
- Hipposideros lamottei
- Hipposideros lankadiva
- Hipposideros larvatus
- Hipposideros lekaguli
- Hipposideros lylei
- Hipposideros macrobullatus
- Hipposideros maggietaylorae
- Hipposideros marisae
- Hipposideros megalotis
- Hipposideros muscinus
- Hipposideros nequam
- Hipposideros obscurus
- Hipposideros papua
- Hipposideros pendlebury
- Hipposideros pomona
- Hipposideros pratti
- Hipposideros pygmaeus
- Hipposideros ridleyi
- Hipposideros rotalis
- Hipposideros ruber
- Hipposideros sabanus
- Hipposideros schistaceus
- Hipposideros semoni
- Hipposideros speoris
- Hipposideros stenotis
- Hipposideros turpis
- Hipposideros wollastoni